# Geoffroy Boulard
Pour les articles homonymes, voir Boulard.
Geoffroy Boulard, né le 3 décembre 1978 à Rouen (Seine-Maritime), est un homme politique français.
Membre des Républicains, il est conseiller de Paris depuis 2014 et maire du 17e arrondissement de Paris depuis 2017.
Il est par ailleurs conseiller métropolitain depuis 2015 et vice-président de la métropole du Grand Paris chargé de la communication, de l'innovation et du numérique depuis 2020.

## Études
Natif du pays de Caux (Seine-Maritime) d'un père exploitant agricole et d'une mère enseignante, Geoffroy Boulard obtient un Diplôme d'études supérieures spécialisées (DESS) en management de projets européens à l'université de Cergy-Pontoise.

## Parcours politique

### Adjoint puis premier adjoint au maire du17earrondissement de Paris
Élu sur la liste d'union de la droite et du centre dans le 17e arrondissement conduite par Françoise de Panafieu lors des élections municipales de 2008 à Paris, il devient adjoint de la maire Brigitte Kuster délégué au commerce, à l'artisanat et à l'attractivité économique jusqu'en octobre 2011. De 2011 à 2014, il est chargé de la sécurité et de la politique de la Ville. En avril 2014, il est élu conseiller de Paris et premier adjoint à la maire du 17e arrondissement Brigitte Kuster dont il était le directeur de campagne, délégué du conseil de quartier La Fourche-Guy Môquet à la suite de l'élection au premier tour de la liste menée par Brigitte Kuster (53,53%). Il devient vice-président du groupe Les Républicains au Conseil de Paris[réf. nécessaire].
En décembre 2013, la presse révèle qu'il habite dans un à Paris dans le parc immobilier social de PARIS HABITAT.

### Maire du17earrondissement de Paris

#### Élection
Le 11 juillet 2017, il succède à Brigitte Kuster comme maire du 17e arrondissement de Paris, cette dernière ayant été élue députée de la 4e circonscription de Paris.
Il est élu le 8 décembre 2017, par la métropole du Grand Paris, conseiller métropolitain délégué aux affaires générales et administratives auprès de Patrick Ollier.
Le 28 juin 2020, au second tour des élections municipales, sa liste l’emporte (55,9 % des suffrages exprimés) face aux listes de Karen Taieb et Agnès Buzyn. Il est ensuite réélu maire du 17e arrondissement le 11 juillet 2020.

#### Actions menées

##### Lutte contre la prolifération des rats

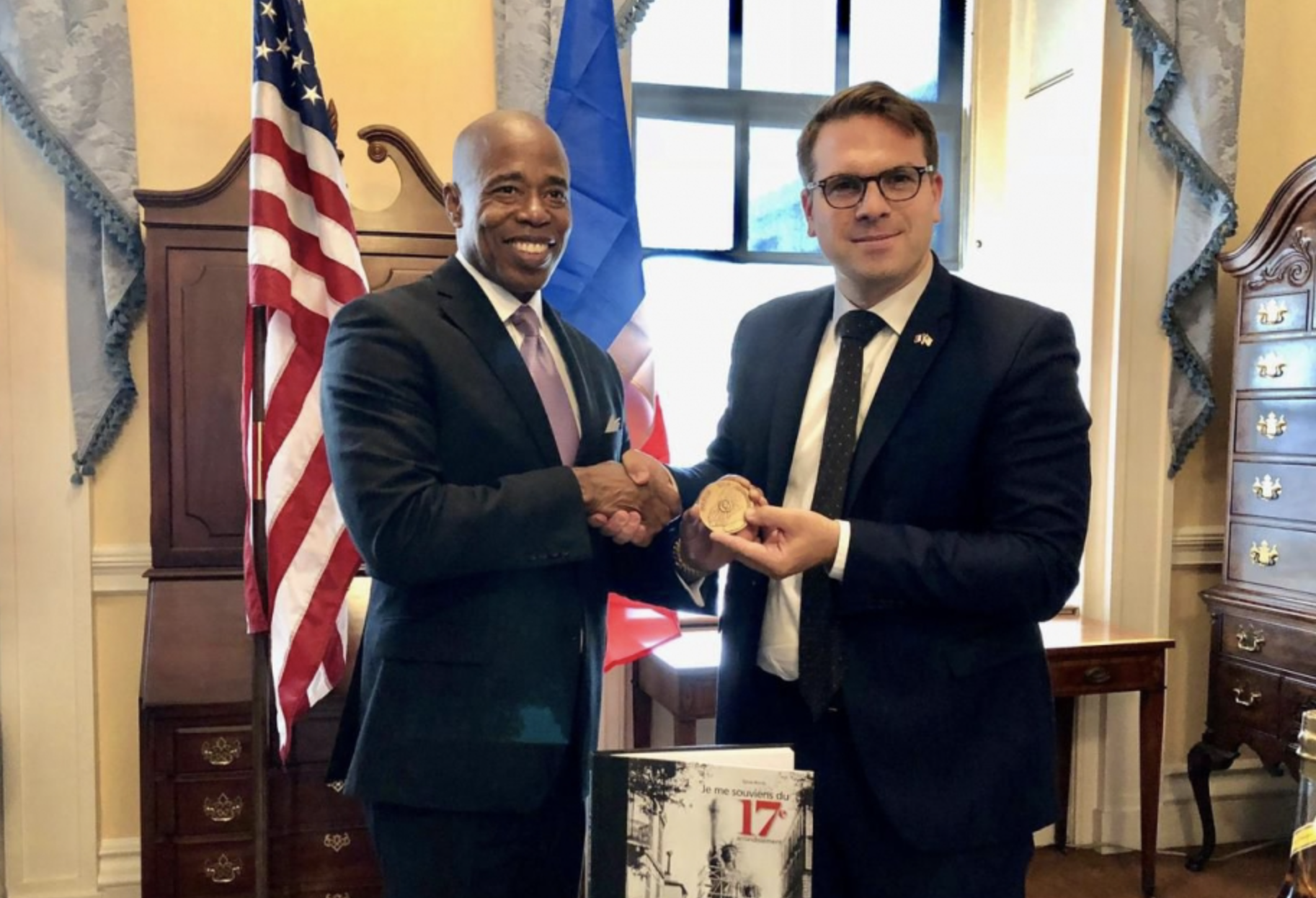
Geoffroy Boulard et le Président d'arrondissement de Brooklyn (2018).

Le 11 juin 2018, Geoffroy Boulard lance le site web mobile signalerunrat.paris, carte crowdsourcée des rats du 17e arrondissement de Paris. L'objectif est de relever et de reporter à la mairie de Paris l'ensemble des rongeurs signalés sur l'outil. En 24h, le site reçoit plus de 700 signalements et plus de 6 500 visiteurs uniques. Le site internet est signalé à l'étranger, . En septembre 2018, il se déplace deux jours à New York pour s'informer des méthodes de lutte contre les rats.

##### Mouvement des Gilets jaunes
Geoffroy Boulard demande au préfet de police de Paris l'extension du périmètre de sécurité du maintien de l’ordre après l'« acte II » du 24 novembre 2019. Il demande également à être reçu avec les collègues maires d’arrondissements du 1er, 8e, 9e et 16e au ministère de l'Intérieur après les graves violences dans le quartier de Ternes proche de l'Étoile lors de l'« acte III ». Après le 1er décembre, il demande davantage d'interpellations préventives avant l'« acte IV » du 8 décembre et l’interdiction de la manifestation sur les Champs-Élysées à l'occasion de l'« acte V » du 15 décembre à Paris.

##### Lutte contre la radicalisation
Après les attentats de Charlie Hebdo, Geoffroy Boulard intervient en février 2015 au Conseil de Paris sur la radicalisation d'agents municipaux (dont l’un des frères Kouachi), demandant à la ville de Paris quelles mesures allaient être prises pour connaître les antécédents des personnes recrutées, et les consignes données aux cadres de la ville.
En juin 2018, il est à l’origine du partage d'informations sur les individus suspectés de radicalisation entre les maires d'arrondissements de Paris et la Préfecture de police : les élus qui font des signalements auprès des services de l'État sur un individu pouvant s'être radicalisé bénéficient désormais d’un retour confidentiel.
En juillet 2019, à sa demande, la mairie de Paris s'engage auprès des élus du Conseil de Paris à communiquer des données relatives, d’une part, au bilan des dispositifs de prévention de la radicalisation dans les services publics parisiens (notamment les signalements à l’État de personnes radicalisées) et, d’autre part, aux nombres de sanctions disciplinaires prises par la mairie à l’encontre d’agents de la Ville ayant porté atteinte au principe de laïcité dans l’exercice de leurs fonctions.

##### Pandémie de Covid-19
Lors de la pandémie de Covid-19, Geoffroy Boulard met en place en mars 2020 l'un des premiers drive[Quoi ?], Covid au sein de la mairie du 17e arrondissement et à destination du personnel soignant. Des masques sont distribués et envoyés par la mairie du 17e arrondissement aux commerçants et habitants de l'arrondissement.
En janvier 2021, au regard de la lenteur de la politique de vaccination du gouvernement, Geoffroy Boulard propose de mettre sa mairie à disposition afin qu'elle puisse accueillir un centre de vaccination. C'est chose faite le 25 janvier 2021, lorsque le centre de vaccination de la mairie du 17e arrondissement est mis en place. Cependant, en raison du manque de doses de vaccin, son ouverture est différée.

##### Privatisation de la collecte
Durant la grève des éboueurs de 2023, le mouvement social contre la réforme des retraites affecte le ramassage des ordures dans tous les arrondissements de la Ville de Paris. Geoffroy Boulard lance une pétition demandant à la mairie de Paris la privatisation de la collecte des déchets des arrondissements (2e, 5e, 6e, 8e, 9e, 12e, 14e, 16e, 17e et 20e arrondissements), en rappelant que la Chambre régionale des comptes a préconisé à deux reprises (en 2011 et en 2017) une privatisation générale du service de collecte, soulignant ainsi un coût de la collecte à la tonne plus bas et un meilleur niveau de performance du service,.

### Au sein de LR
Le 13 mars 2018, soutenu par Frédéric Péchenard et Philippe Goujon, il est nommé secrétaire départemental LR de Paris.
En 2019, il se prononce pour la dissolution de l'Assemblée nationale et annonce son soutien à François-Xavier Bellamy pour les élections européennes
Le 27 mai 2019, il démissionne après le faible score de la liste LR aux élections européennes 2019 (10,2 % des suffrages) dans la capitale.
En 2024, Geoffroy Boulard est le cofondateur, avec Agnès Evren et Pierre-Yves Bournazel, du groupe Union capitale au sein du Conseil de Paris. Selon Le Point, l'objectif du nouveau groupe est de contrer Rachida Dati qui n'est pas associée à celui-ci,.

### Élections municipales de 2020
En 2019, Benjamin Griveaux, tête de liste La République en marche (LREM), entre en discussion avec lui pour les élections municipales de 2020 à Paris,. Geoffroy Boulard est officiellement investi à l’unanimité par la commission nationale d'investiture de LR, malgré l'opposition de Rachida Dati, pour représenter les couleurs « de la droite et du centre »  dans l'arrondissement alors qu'un sondage le place comme favori. Le 15 janvier 2020, Valérie Pécresse, présidente du conseil régional, annonce son soutien à Geoffroy Boulard lors de ses vœux.

### Vice-président de la métropole du Grand Paris
En décembre 2015, il est élu Conseiller métropolitain de la métropole du Grand Paris, délégué à l'Administration et aux Ressources humaines. Il est également élu à la présidence de la commission aménagement numérique de la métropole du Grand Paris. Le 28 juin 2020, il est réélu conseiller métropolitain. En juillet 2020, il devient vice-président de la métropole du Grand Paris chargé de la communication et de l'innovation numérique. Il est à l'initiative du « Réseau élus métropole » qui regroupe une trentaine de communes issues de la métropole du Grand Paris.
En 2020, il soutient la candidature aux primaires de Patrick Ollier face à Vincent Jeanbrun pour la présidence de la métropole du Grand Paris.

### Élections légistlatives de 2024
Lors des élections législatives de 2024 Geoffroy Boulard se présente dans la quatrième circonscription de Paris. Il est battu au deuxième tour par Astrid Panosyan-Bouvet, la députée macroniste sortante, qui recueille 51,93 % des voix.

## Prises de position
Geoffroy Boulard soutient la manifestation organisée le 17 novembre 2012 par La Manif pour tous et participe également à celle du 16 avril 2013. Il signe en 2014 la charte des municipales de la Manif pour tous. Il fait partie des co-signataires en mars 2014 de la tribune « L'appel des colistiers de NKM en faveur de la famille ».
En mai 2015, il reproche à la ministre de la Justice Christiane Taubira de ne pas chanter La Marseillaise lors de la journée commémorative du souvenir de l'esclavage et de son abolition.
En mars 2018, il condamne les agressions des personnes trans rue de La Jonquière.

## Décoration
- chevalier de l'Ordre du Mérite de Lituanie (2024)[réf. nécessaire]